# Арнолд, Томас
Доктор Томас Арнолд (англ. Thomas Arnold; 13 июня 1795, Каус, — 12 июня 1842, Рагби) — английский педагог, специалист по античности и реформатор образовательной системы. Отец поэта Мэтью Арнолда, прадед Олдоса Хаксли.
Его наследие включает несколько томов проповедей и «Историю Рима» (1838—1843).
Считается «отцом» слова спорт в его современном значении.

## Биография
Томас Арнолд родился 13 июня 1795 года в городе Каус, Великобритания. Учился в винчестерской школе.
В Оксфорде изучал древних историков и философов.
С 1819 года жил в Лэльгэме, где начал составление словаря по творчеству философа Фукидида, который издал в Оксфорде в трёх томах в 1830—1835 годах.

### Директор школы
В конце 1827 года Томас становится директором закрытой школы Регби в Рэгби. В то время школа переживала не лучшие времена, когда ученики главным образом изучали латинский и греческий языки. В 1828 году посвящён в пасторы.
Он ввёл изучение истории, географии, французского и немецкого языков. Он старался приучить учеников к самостоятельному мышлению и суждению, развить их нравственность.
Томас оказал особое содействие реформе школьной системы Великобритании. Модель регбийской школы стала образцовой и стала стимулом для прочих школ.
Арнольд также содействовал основанию ремесленных и образовательных союзов.

### Переезд в Оксфорд и кончина
В декабре 1841 года был приглашён в Оксфорд, где успешно читал лекции.
Внезапная кончина настигла Арнольда 12 июня 1842 года в городе Рагби. Он так и не смог закончить труд «История Рима» в четырёх томах.

## Труды
- «History of Rome» (1—4 т.)[8]